# 几何平均数

幾何平均數，其中線段垂直于。

在數學中，幾何平均數是一種均值，它通過使用它們的值的乘積（算術平均數使用"和"）來指示一組數字的集中趨勢或典型值。幾何平均數定義為第{\displaystyle n}根個數的乘積的第{\displaystyle n}個根，即對於一組數字{\displaystyle x_{1},x_{2},......x_{n}}, 幾何平均數定義為：{\displaystyle \left(\prod _{i=1}^{n}x_{i}\right)^{\frac {1}{n}}={\sqrt[{n}]{x_{1}x_{2}\cdots x_{n}}}}任意兩數例如2和8的幾何平均數，就是它們乘積的平方根，即{\displaystyle {\sqrt {2\cdot 8}}=4}。同樣，任意三數 4, 1, 和{\displaystyle {\frac {1}{32}}}的幾何平均數是它們乘積的立方根{\displaystyle {\sqrt[{3}]{4\cdot 1\cdot {\frac {1}{32}}}}={\frac {1}{2}}}，以此類推。
當每個項目具有多個具有不同數值範圍的屬性時，幾何平均數經常使用在比較不同項目，為這些項目找到單個品質因子。例如，幾何平均數可以給出有意義的“平均數”以比較兩家公司的環境可持續性評分為0到5，並且其財務可行性評級為0到100。如果使用算術平均數而不是幾何平均數，則財務可行性給予更多權重，因為其數值範圍更大 - 因此財務評級的一小部分變化（例如從80變為90）會產生更大的差異。算術平均數比環境可持續性的大比例變化（例如從2到5）。使用幾何平均數“歸一化”被平均的範圍，使得沒有範圍支配加權，並且任何屬性中的給定百分比變化對幾何平均數具有相同的影響。因此，沒有範圍控制加權, 和給定的百分比變化的任何屬性對幾何平均數有相同的影響。因此，從 4 到 4.8，20% 的環境可持續性變化對幾何平均數的影響與從 60 到 72 的財務可行性的 20% 變化有同樣的效果。
幾何平均數可以根據幾何形狀來理解。兩個數字{\displaystyle a}和{\displaystyle b}的幾何平均數是正方形一邊的長度，其面積等於以{\displaystyle a}和{\displaystyle b}为兩邊的矩形的面積。同樣，三個數字，{\displaystyle a}、{\displaystyle b}和{\displaystyle c}的幾何平均數是立方體一個邊的長度，其體積與以{\displaystyle a}、{\displaystyle b}和{\displaystyle c}為邊的長方體的體積相同。
幾何平均數僅適用于正數。它也經常用於一組數位，它們的值是用來相乘的，或者是指數性質的，例如關於人口增長的資料或金融投資的利率。
幾何平均數也是三個最經典的畢達哥拉斯平均的其中一個，與前面提到的算術平均數和調和平均數一起。對於包含至少一對不等數的所有正則資料集，調和平均數始終是三種方法中最小的，算術平均數始終是三中最大的，而幾何平均數始終介於兩者之間（參見算幾不等式）。

## 計算
資料集的幾何平均數{\textstyle \left\{a_{1},a_{2},\,\ldots ,\,a_{n}\right\}}由下式給出：{\displaystyle \left(\prod _{i=1}^{n}a_{i}\right)^{\frac {1}{n}}={\sqrt[{n}]{a_{1}a_{2}\cdots a_{n}}}.}上述的式使用大寫希臘字母Π來顯示一系列的乘法。 等號的每一側都顯示一組值是連續相乘的 (值的個數由"{\displaystyle n}"表示)，以提供該集合的 乘積的總數, 然後將整個產品的{\displaystyle {\sqrt[{n}]{x}}}帶給幾何原集的平均數。例如，在一組四數位 {\textstyle \{1,2,3,4\}} 中，{\textstyle 1\times 2\times 3\times 4} 的乘積為24, 幾何平均數為24的第四根，或 ~ 2.213。 左邊的指數{\textstyle {\frac {1}{n}}}等於{\displaystyle {\sqrt[{n}]{x}}}。 例如，{\textstyle 24^{\frac {1}{4}}={\sqrt[{4}]{24}}}。
除非數集的所有數皆相等，否則數集的幾何平均數小於數集的算術平均數資料集的，在這種情況下，幾何平均數和算術平均數的值是相等的。這允許定義 算術-幾何平均數，這兩者的交集總是介於兩者之間。
幾何平均數在某種意義上也代表說，如果算術-調和平均數定義了兩個 序列{\textstyle (a_{n})}和{\textstyle (h_{n})}則：{\displaystyle a_{n+1}={\frac {a_{n}+h_{n}}{2}},\quad a_{0}=x}和{\displaystyle h_{n+1}={\frac {2}{{\frac {1}{a_{n}}}+{\frac {1}{h_{n}}}}},\quad h_{0}=y}其中h_{n+1}是兩個序列先前值的 調和平均數，則a_{n}和h_{n}將收斂到x和y的幾何平均數。
這可以很容易地看到一個事實，序列確實收斂到一個共同的極限，幾何平均數被保留，從波爾查諾－魏爾斯特拉斯定理可以很容易地看出這一點：
{\displaystyle {\begin{aligned}{\sqrt {a_{i}h_{i}}}&={\sqrt {\frac {a_{i}+h_{i}}{\frac {a_{i}+h_{i}}{h_{i}a_{i}}}}}\\&={\sqrt {\frac {a_{i}+h_{i}}{{\frac {1}{a_{i}}}+{\frac {1}{h_{i}}}}}}\\&={\sqrt {a_{i+1}h_{i+1}}}\end{aligned}}}
使用一對相反的有限指數冪平均對算術和調和均值進行替換，皆會產生相同的結果。

### 與對數的關係
幾何平均數也可以表示為對數算術平均數的指數。 通過使用對數恒等式來變換公式，乘法可以表示為總和，而冪可以表示為乘法: 
當 {\displaystyle a_{1},a_{2},\dots ,a_{n}>0}，則{\displaystyle \left(\prod _{i=1}^{n}a_{i}\right)^{\frac {1}{n}}=\exp \left[{\frac {1}{n}}\sum _{i=1}^{n}\ln a_{i}\right]}如果 {\displaystyle \exists a_{j}<0}，則{\displaystyle \left(\prod _{i=1}^{n}a_{i}\right)^{\frac {1}{n}}=\left(-1\right)^{m}\exp \left[{\frac {1}{n}}\sum _{i=1}^{n}\ln \left|a_{i}\right|\right]}其中{\displaystyle m}是負數的數量
這有時稱為 "對數平均數" (不與 對數平均 混淆。 它只是計算對數變換值的算術平均數{\displaystyle a_{i}}（即，算術平均對數標度），然後使用冪來計算返回到原來的規模，也就是說它是準算術平均數用{\displaystyle f(x)=\log x}. 例如，2和8的幾何平均數可以如下計算，其中{\displaystyle b} 是對數的任何基數（通常為2 、{\displaystyle e}或10）：{\displaystyle b^{{\frac {1}{2}}\left[\log _{b}2+\log _{b}8\right]}=4}幾何平均數的對數形式通常是在電腦語言中實現的優選替代方案，因為計算多個數的乘積可能導致算術溢出或算術下溢。使用每個數的對數之和不太可能發生這種情況。

### 與算術平均數和均值保留展開式的關係
如果一組不同的數受到均值保留展開式的影響，兩個或更多的集合元素在算術平均數不變的情況下互相分散，那麼幾何平均數會減小。

### 在恆定時間內計算
在使用幾何平均數來確定某數量的平均增長率時，該數量的初始值{\displaystyle a_{0}}和最終值{\displaystyle a_{n}}的情況下, 如果已經知道了這個數，那麼每一次測量增長率的乘積都不需要。反之，幾何平均數為：{\displaystyle \left({\frac {a_{n}}{a_{0}}}\right)^{\frac {1}{n}},}{\displaystyle n}是從初始狀態到最終狀態的次數。
如果值是 {\displaystyle a_{0},\,\ldots ,\,a_{n}}，然後測量之間的增長率 {\displaystyle a_{k}} 和 {\displaystyle a_{k+1}} 是 {\displaystyle {\frac {a_{k+1}}{a_{k}}}}。則這些增長率的幾何平均數只為：{\displaystyle \left({\frac {a_{1}}{a_{0}}}{\frac {a_{2}}{a_{1}}}\cdots {\frac {a_{n}}{a_{n-1}}}\right)^{\frac {1}{n}}=\left({\frac {a_{n}}{a_{0}}}\right)^{\frac {1}{n}}}

## 屬性
基於幾何平均數的特性，可以證明是其他任意均值為錯誤的：
{\displaystyle \operatorname {GM} \left({\frac {X_{i}}{Y_{i}}}\right)={\frac {\operatorname {GM} (X_{i})}{\operatorname {GM} (Y_{i})}}}
這使得在平均歸一化時，作為參考值的比率顯示的結果，幾何平均數是唯一正確的平均數。  這是情況下介紹電腦性能關於參考電腦，或者當計算一個平均索引從幾個異類來源 (例如, 壽命、受教育年限和嬰兒死亡率)。在這種情況下, 使用算術或調和平均數將根據用作引用的內容更改結果的排序。例如，對電腦程式的執行時間進行以下比較:
|             | 電腦 A       | 電腦 B       | 電腦 C |
| ----------- | ------------ | ------------ | ------ |
| 程式 1      | 1            | 10           | 20     |
| 程式 2      | 1000         | 100          | 20     |
| 算術平均數' | 500.5        | 55           | 20     |
| 幾何平均數  | 31.622 . . . | 31.622 . . . | 20     |
| 調和平均數  | 1.998 . . .  | 18.182 . . . | 20     |

算術和幾何平均數  "同意 " 電腦 C 是最快的。但是，通過提供適當的正常化值和使用算術平均數，我們可以顯示其他兩台電腦中的其中一個是最快的。由 A 的結果正常化根據算術平均數給 A 作為最快速的電腦：
|            | 電腦 A | 電腦 B      | 電腦 C      |
| ---------- | ------ | ----------- | ----------- |
| 程式 1     | 1      | 10          | 20          |
| 程式 2     | 1      | 0.1         | 0.02        |
| 算術平均數 | 1      | 5.05        | 10.01       |
| 幾何平均數 | 1      | 1           | 0.632 . . . |
| 調和平均數 | 1      | 0.198 . . . | 0.039 . . . |

當結果正常化時，根據算術平均數 B 為最快的電腦，但是根據調和平均數 A 為最快的電腦：
|            | 電腦 A      | 電腦 B | 電腦 C      |
| ---------- | ----------- | ------ | ----------- |
| 程式 1     | 0.1         | 1      | 2           |
| 程式 2     | 10          | 1      | 0.2         |
| 算術平均數 | 5.05        | 1      | 1.1         |
| 幾何平均數 | 1           | 1      | 0.632       |
| 調和平均數 | 0.198 . . . | 1      | 0.363 . . . |

而根據結果，根據算術平均數 C 作為最快的電腦，但根據調和平均數 A 作為最快的電腦：
|            | 電腦 A      | 電腦 B      | 電腦 C |
| ---------- | ----------- | ----------- | ------ |
| 程式 1     | 0.05        | 0.5         | 1      |
| 程式 2     | 50          | 5           | 1      |
| 算術平均數 | 25.025      | 2.75        | 1      |
| 幾何平均數 | 1.581 . . . | 1.581 . . . | 1      |
| 調和平均數 | 0.099 . . . | 0.909 . . . | 1      |

在所有情況下，幾何平均數給出的排名與使用非標準化數值所得的排名保持一致。
然而，這種推理一直受到質疑。
給出一致的結果並不總是為正確的結果。一般而言，為每個程式分配權重更為嚴格, 計算平均加權執行時間 (使用算術平均數)，然後將結果正常化到其中一台電腦。上面的三個表只是給每個程式帶來了不同的權重，解釋了算術和調和方法的不一致結果 (第一個表給兩個程式帶來同等的權重，第二個程式的權重為 {\displaystyle {\frac {1}{1000}}}, 而第三個專案的權重為{\displaystyle {\frac {1}{100}}}，第二個程式{\displaystyle {\frac {1}{10}}}到第一個。如果可能的話, 應避免使用幾何平均數來聚合性能編號，因為乘以執行時間不具有物理意義，與在算術平均數中添加時間相反。與時間成反比的度量 (加速，IPC) 應使用調和平均數。

## 應用

### 比例增長
幾何平均數比算術平均數更適合用於 指數增長 (恒定的比例增長) 和變化的增長值；在商業中，幾何平均數的增長率被稱為複合年均增長率(CAGR)。隨著週期的增長，幾何平均數會產生相等的恒定增長率，從而得出相同的最終數量。
假設橙樹一年產100個橙子，接下來幾年產180個，210個和300個，因此每年的增長率分別為80％，16.6666％和42.8571％。使用算術平均數計算（線性）平均增長46.5079％（80％+ 16.6666％+ 42.8571％，該總和則除以3）。 但是，如果我們從100個橙子開始並讓它每年增長46.5079％，結果是314個橙子，而不是300個，所以表示線性平均數“超過”去年增長。
反之，我們可以使用幾何平均數。增長80％對應於乘以1.80，因此我們採用1.80,1.166666和1.428571的幾何平均數，即{\displaystyle {\sqrt[{3}]{1.80\times 1.166666\times 1.428571}}\approx 1.442249}；因此每年的“平均”增長率為44.2249％。 如果我們從100個橙子開始，讓這個數字每年增長44.2249％，結果是300個橙子。

### 在社會科學中的應用
雖然幾何平均數在計算社會統計數據方面相對較少，但從2010年開始，聯合國人類發展指數確實轉向這種計算方式，理由是它更好地反映了編制和比較的統計數據的不可替代性：
幾何平均數降低了維度之間的可替代性水平，同時確保出生時預期壽命下降1％對人類發展指數的影響與教育或收入下降1％相同。因此，作為比較成就的基礎，這種方法也更加尊重維度的內在差異，而不是簡單的平均數。
並非所有用於計算HDI（人類發展指數）的值都被標準化; 其中一些人有形式{\displaystyle {\frac {X-X_{\text{min}}}{X_{\text{norm}}-X_{\text{min}}}}}。這使得幾何平均數的選擇不如上面“屬性”部分所期望的那樣明顯。

### 長寬比

Kerns Powers使用的縱橫比的相等面積比較推導出電影電視工程師協會16：9標準。 TV 4:3/1.33 紅色， 1.66 橘色， 16:9/1.77̅ 藍色， 1.85 黃色， 潘那維申/2.2 洋紅色和 CinemaScope/2.35 紫色。

幾何平均數已用於選擇膠片和視頻中的折衷長寬比 幾何平均數已用於選擇膠片和視頻中的折衷寬高比：給定兩個寬高比，它們的幾何平均數在它們之間提供折衷，在某種意義上同等地扭曲或裁剪。 具體地，不同縱橫比的兩個相等面積矩形（具有相同的中心和平行邊）在長寬比為幾何平均數的矩形中相交，並且它們的殼體（包含它們兩者的最小矩形）同樣具有它們的幾何平均數的縱橫比。
在電影電視工程師協會選擇16：9寬高比時，平衡2.35和4：3，幾何平均數為{\textstyle {\sqrt {2.35\times {\frac {4}{3}}}}\approx 1.7701}， 因此{\textstyle 16:9=1.77{\overline {7}}}... 被選中。這是由Kerns Powers憑經驗發現的，他們切割出具有相同面積的矩形並將它們塑造成與每種流行的縱橫比相匹配。當與它們的中心點對齊重疊時，他發現所有這些寬高比矩形都適合寬高比為1.77：1的外部矩形，並且它們全部也覆蓋了具有相同寬高比1.77：1的較小的共同內部矩形。 冪所發現的值正是極限縱橫比的幾何平均數4:3(1.33:1)和CinemaScope (2.35:1)，恰好接近於 {\textstyle 16:9} ({\textstyle 1.77{\overline {7}}:1})。中間比率對結果沒有影響，只有兩個極端比率
將相同的幾何平均技術應用於16：9和4：3大致得到14:9 ({\textstyle 1.55{\overline {5}}}...)縱橫比，同樣用作這些比率之間的折衷。 在這種情況下14：9是完全算術平均數的{\textstyle 16:9} 和 {\textstyle 4:3=12:9}，因為14是16和12的平均數，而精確的幾何平均數是{\textstyle {\sqrt {{\frac {16}{9}}\times {\frac {4}{3}}}}\approx 1.5396\approx 13.8:9,} 但兩種不同的方法，算術平均數和幾何平均數，大致相等，因為兩個數字彼此足夠接近（差異小於2％）。

### 防反射塗層
在光學塗層中，在折射率為{\displaystyle n_{0}}和{\displaystyle n_{2}}的兩個介質之間需要最小化反射，{\displaystyle n_{1}}的 增透膜 的最佳折射率為幾何平均數：{\displaystyle n_{1}={\sqrt {n_{0}n_{2}}}}。

### 光譜平坦度
在訊號處理中，光譜平坦度是一種測量平面或尖刺頻譜的方法，它被定義為功率譜的幾何平均數與算術平均數的比值。

### 幾何

直角三角形的高度是底边被高截成的两条线段长（和）的几何平均数

在直角三角形的情況下，它的高度是從斜邊垂直延伸到其90°頂點的直線的長度。想像這條線把斜邊分成兩段，這些線段長度的幾何平均數就是高度的長度。
在橢圓中，半短軸是橢圓從焦點的最大和最小距離的幾何平均數，它也是半長軸和圓錐曲線的幾何平均數。橢圓的半長軸是從中心到焦點的距離的幾何平均數，以及從中心到準線的距離。
距離到球體的地平線是距離的幾何平均數到球的最接近的點和距離到球的最遠的點。

### 金融
幾何平均數一直被用來計算財務指標 (平均是在指數的組成部分)。例如，過去 FTOI 索引使用了幾何平均數。在最近介紹的"RPIJ"中，英國和歐洲聯盟其他地區的通貨膨脹率也被使用。
與使用算術平均數相比，這對索引中的運動有低估作用。

### 圖像處理
在影像處理中，採用幾何均值濾波器作為雜訊濾波器。

## 另見
- 算術平均數
- 算術-幾何平均數
- 平均
- 冪平均
- 幾何平均定理
- 幾何標準差
- 調和平均數
- 希羅平均數
- 雙曲坐標系
- 對數正態分佈
- 約翰·繆爾黑德·麥克法蘭不等式
- 乘法演算
- 乘積
- 畢達哥拉斯定理
- 二次平均
- 正交
- 投資報酬率
- 加權幾何平均數

## 外部連結
- Calculation of the geometric mean of two numbers in comparison to the arithmetic solution（页面存档备份，存于）
- Arithmetic and geometric means（页面存档备份，存于）
- When to use the geometric mean（页面存档备份，存于）
- Practical solutions for calculating geometric mean with different kinds of data
- Geometric Mean on MathWorld（页面存档备份，存于）
- Geometric Meaning of the Geometric Mean（页面存档备份，存于）
- Geometric Mean Calculator for larger data sets（页面存档备份，存于）
- Computing Congressional apportionment using Geometric Mean Congressional apportionment（页面存档备份，存于）
- Geometric Mean Definition and Examples（页面存档备份，存于）
- Why you should summarize your data with the geometric mean（页面存档备份，存于） – Medium article